# Заречье (Воютичский сельский совет)
Заречье (укр. Заріччя) — село в Бисковичской сельской общине Самборского района Львовской области Украины.
Население по переписи 2001 года составляло 261 человек. Занимает площадь 3,22 км². Почтовый индекс — 81453. Телефонный код — 3236.